# ママ!アイラブユー
『ママ!アイラブユー』は、CBCの制作でTBS系の「ドラマ30」枠にて、2005年11月28日から2006年1月27日にかけて放送された昼ドラマ。

## 概要
主演は、同じ「ドラマ30」枠で放送された『冗談でしょッ!離婚予定日』以来の昼ドラマ主演となる浅香唯。浅香と田中哲司、岩松了、東啓子とは『冗談でしょッ!離婚予定日』でも共演している。小宮山勝役で出演している岩松が脚本も手掛けた。なお、直前の「愛の劇場」枠でも『ママはバレリーナ』を放送したため、TBS系の昼ドラマはママ系で埋められた。

## あらすじ
主婦の三村祐子は、2年前に夫の保が失踪して以来、一人で3人の子どもを育ててきた。昼は食堂「キッチン・ベア」、夕方からはその2階にある探偵事務所で事務の手伝いをしている。祐子は食堂の常連客・永倉に言い寄られていた。そんな折、裕子に保の署名の入った離婚届が送られてきた。動揺する祐子は、探偵事務所の所長・国本に相談する。

### キーポイント
- 妄想

三村祐子が考え込んでいるときに登場する、このドラマに欠かせないシーンである。
- 30万

三村保の両親が三村邸に訪れたとき、三村一家の生活費としておいて帰ったものだが、後々の話にリンクするものである。まず三村菜緒が入選したジュニア小説を出版するのに必要な額が30万である。三村祐子がテーブルに置き忘れた30万の封筒を三村和也が持ち出し、道ばたで落としそれをキッチンベアのコック山田弘樹が拾い、オーナーのバイクの修理費にいくらか使い込んでしまう。後に色々な偶然が重なり、山田が使い込みを白状する。

### ナゾ
- 津田

ドラマ中盤から三村祐子、国本憲子、三村保の3人を繋げる人物であるが、最終回になっても正式に登場することなく謎の人物のままである。
- キッチン・ベアのオーナー

これも津田同様に謎のままであったが、最終回付近で小林薫がオーナーとして登場。スパイダーマンにインスパイアされた?スネークマンがお気に入りである。ただし、公式HPの人物欄には掲載されていない。従業員の深井と山田がずっとオーナーを怖がっているのだが、実際に登場すると、深井の足を踏みつけるなど、カタギとは思えない振る舞いをした。
- 『ママ!アイラブユー』

三村菜緒が書くジュニア小説『ママ!アイラブユー』が最終回近くに出来上がるが、ドラマ自体が菜緒の空想か定かではない。

## キャスト
- 三村祐子：浅香唯
- 三村和也：河野弘樹
- 三村菜緒：向野澪
- 三村周平：田中祥平
- 三村保：池田成志
- 国本憲子：田中哲司
- 長倉慎一郎：モト冬樹
- 長倉美夏：福留佑子
- 小宮山勝：岩松了
- 小宮山陽子：東啓子
- 山田弘樹：中村俊太
- 深井恵子：片桐はいり
- 立花ヒロム：竹下恭平

## スタッフ
- 脚本：岩松了、渡辺典子
- チーフプロデューサー：堀場正仁
- 制作協力：KANOX
- 製作著作：中部日本放送

## 主題歌
- 「笑顔の私」（歌：浅香唯）
  - 作詞・作曲・編曲：上地等（BEGIN）